# Pterotaea crinigera
Pterotaea crinigera là một loài bướm đêm trong họ Geometridae.